# Clootie dumpling
Il clootie dumpling, anche conosciuto come cloutie dumpling, clootie, e cloutie, è un dolce scozzese.

## Caratteristiche e preparazione
Il clootie dumpling è un pudding a base di farina, pangrattato, uva passa, ribes secchi, strutto, zucchero, spezie e latte che funge da legante. Il piatto può anche contenere del golden syrup. Per preparare il clootie dumpling gli ingredienti vengono mescolati bene, avvolti in un panno infarinato, posti in una grande padella di acqua bollente e fatti cuocere a fuoco lento per un paio d'ore prima di essere sollevati e asciugati vicino al fuoco o in un forno.